# Madapisella madagascarensis
Madapisella madagascarensis is een vlokreeftensoort uit de familie van de Eriopisidae. De wetenschappelijke naam van de soort is voor het eerst geldig gepubliceerd in 1968 door Ledoyer.